# Hermann de Wied
Pour l’article homonyme, voir Hermann V de Wied.
Hermann de Wied (en Allemand : Wilhelm Hermann Karl Fürst von Wied), né le 22 mai 1814 et mort le 5 mars 1864 est un prince médiatisé allemand, fils aîné du prince Johann August Karl de Wied (de).
Il est le père de la reine Élisabeth de Wied et le grand-père de Guillaume de Wied.